# Mikael Nalbandian
Mikael Nalbandián (Միքայել Նալբանդյան en armenio) (14 de noviembre de 1829 – 12 de abril de 1866) fue un escritor armenio que dominó la literatura armenia del siglo XIX. 

## Biografía
En gran parte autodidacta, Nalbandián probó el sacerdocio pero lo dejó pronto para ir a estudiar medicina en la Universidad de Moscú (1854-58). En colaboración con Stepanos Nazaryán fundó el influyente periódico la Aurora boreal (Hyusisapayl). Viajó extensamente por toda Europa: Varsovia, Berlín, París, Londres y Constantinopla, así como a la India. Sus actividades lo condujeron a su detención y encarcelamiento en San Petersburgo por el gobierno Zarista en 1862. Fue acusado de incitar sentimientos antizaristas con la distribución de literatura "propagandista", finalmente fue exiliado (en 1865) a Kamyshin, un área remota a más de 800 km de Moscú, en la orilla oeste del Volga en la provincia de Sarátov. Murió de tuberculosis en la prisión un año más tarde. En Rusia se prohibió tener cuadros o imágenes de Nalbandián; pero sus retratos, con su poema, "Libertad", impresa en los márgenes, fueron difundidos en secreto.
Una de sus obras más importantes es Mer Hayrenik que en 1991 se adoptó oficialmente como himno de la República democrática de Armenia.
- Datos: Q3308432
- Multimedia: Mikael Nalbandian / Q3308432